# Perpetual Desolation
Perpetual Desolation es el segundo y último álbum de larga duración de The Sins of Thy Beloved, lanzado en el 2000.
Desde el punto de vista conceptual, continúa la misma línea de su predecesor Lake of Sorrow (1998). Sin embargo, la banda luce más madura, existen más variantes musicales y un ritmo incluso más acelerado en ciertas composiciones, como no lo habían hecho antes.
Destaca además, un particular cover de Metallica, "The Thing That Should Not Be", que manifiesta la diversidad artística a la que habían llegado.
"World of Day" es prácticamente la última composición que legara la banda en años, y tiene un estilo muy a lo Dimmu Borgir, pieza rápida y con un teclado predominante. Sin embargo, solo se editó como una pista adicional en Japón.

## Lista de canciones
| N.º | Título                                              | Letras                             | Música                              | Duración |  |
| 1.  | «The Flame of Wrath»                                | Glenn Morten Nordbø, Ola Aarrestad | Nordbø, Anders Thue                 | 9:49     |  |
| 2.  | «Forever»                                           | Arild Christensen                  | Christensen, Nordbø                 | 6:55     |  |
| 3.  | «Pandemonium»                                       | Nordbø, Aarrestad                  | Nordbø                              | 7:29     |  |
| 4.  | «Partial Insanity»                                  | Nordbø                             | Nordbø, Aarrestad                   | 7:42     |  |
| 5.  | «Perpetual Desolation»                              | Nordbø, Aarrestad, Christensen     | Christensen                         | 4:16     |  |
| 6.  | «Nebula Queen»                                      | Christensen                        | Christensen, Nordbø                 | 7:00     |  |
| 7.  | «The Mournful Euphony»                              | Nordbø, Aarrestad                  | Thue, Nordbø                        | 8:39     |  |
| 8.  | «A Tormented Soul»                                  | Christensen                        | Christensen                         | 4:20     |  |
| 9.  | «The Thing That Should Not Be» (Cover de Metallica) | James Hetfield                     | Hetfield, Kirk Hammett, Lars Ulrich | 6:05     |  |
| 10. | «World of Day» (Bonus track edición japonesa)       |                                    |                                     | 6:25     |  |

## Créditos
- Anita Auglend – Voz.
- Glenn Morten Nordbo - Guitarra, voz.
- Arild Christensen - Guitarra, coros.
- Ola Aarrrestad - Bajo.
- Stig Johansen - Batería.
- Anders Thue - Piano.Teclado.
- Ingrid Stensland - Teclado.
- Pete Johansen - Violín.

### Producción
- Terje Refsnes - Productor, ingeniero, mezcla con The Sins of Thy Beloved
- Petter Hegre - Fotografía
- Tor Søreide - Arte de cubierta, diseño, textos